# Sandro Dori
Sandro Dori, född Alberto Schiappadori 21 december 1938 i Ostiglia, Lombardiet, död 15 februari 2021 i Civitavecchia, Lazio, var en italiensk skådespelare.

## Roller i urval
- 1965 – Io la conoscevo bene
- 1966 – Jag, jag, jag och de andra
- 1966 – Kyss först, skjut se'n
- 1968 – Il medico della mutua
- 1972 – Kärleksprovet
- 1976 – Il deserto dei Tartari
- 2002 – Pinocchio
- 2003 – Under the Tuscan Sun
- 2009 – Nine
- 2010 – Letters to Juliet
- 2010 – The American